# Nemi különbségek a matematikai gondolkodásban
A tudomány világában (legfőképpen a matematikai és műszaki területeken) a férfiak messze felülreprezentáltak a nőkkel szemben, sok kutató érdeklődését felkeltette az iránt, hogy vajon vannak-e alapvető nemi különbségek a matematikai gondolkodás terén. Rengeteg vizsgálatot végeztek a kérdés megválaszolására, ezek alapján úgy tűnik, hogy a matematikai megismerésben nemi különbségek csecsemőkorban még nem, csak az általános iskolás kor után jelentkeznek, ekkor viszont már nehéz elkülöníteni a biológiai és szociális faktorokat, amelyek befolyásolhatják ezeket a gondolkodásbeli eltéréseket. A témával kapcsolatban három fő megközelítést láthattunk az utóbbi néhány évtizedben (Spelke, 2005). Ezt a három irányt mutatjuk be és a ma leginkább elfogadott álláspontot.

## Nemi különbségek a tárgyfeldolgozásban?
Az egyik megközelítés szerint a különbséget az okozza, hogy a fiúk és a lányok születésüktől fogva más ingertípusokra fogékonyak, így más dolgokról kezdenek tanulni. Simon Baron-Cohen (2003) szerint a lányok már a kezdetektől inkább az emberekre, érzelmekre, személyes kapcsolatokra figyelnek, a fiúgyermekek pedig inkább a tárgyakról és azok mechanikai összefüggéseiről tanulnak, így később könnyebben elsajátítják a matematikai gondolkodáshoz szükséges készségeket. Csecsemőkkel végzett vizsgálatukban kimutatták, hogy a fiú babák jóval hosszabb ideig nézték a kísérletben szereplő élettelen embernagyságú tárgyat, mint a mellette álló aktív személyt (utóbbit a lányok nézték szignifikánsan hosszabb ideig) (Connellan, Baron-Cohen, Wheelwright, Batki, Ahluwalia, 2000). Ez az eredmény ellentmond sok korábban elvégzett kísérlet eredményének (Spelke, 2005), melyek szerint a fiú és lány csecsemők egyenlő mértékben érdeklődtek a tárgyak és személyek iránt. A Baron-Cohenék által kapott eredményt azóta sem sikerült megismételni, és a többi, ehhez hasonló vizsgálat sem támogatja álláspontjukat. Valószínűbb, hogy a fiú és lány csecsemők közel azonos módon tanulnak a tárgyakról és azok mechanikai összefüggéseiről (Spelke, 2005).

## Különbségek a matematikai gondolkodással kapcsolatos kognitív mechanizmusok terén?
Egy másik nézőpont szerint a fiúk esetleges előnye abból származik, hogy a matematikai gondolkodásban kritikus szerepet játszó specifikus kognitív mechanizmusok esetükben fejlettebbek, illetve jobban hozzáférhetőek számukra. A kutatók öt különböző kognitív mechanizmust azonosítottak, amelyek együtt a matematikai gondolkodás alapját képezik (Spelke, 2005):
1. Kis, de pontos mennyiségeket reprezentáló rendszer;
2. Nagy, de pontatlan mennyiségeket reprezentáló rendszer;
3. Verbális rendszer;
4. Téri memória;
5. Geometriai tudást reprezentáló rendszer.

Mindegyik rendszer kora gyermekkorban bontakozik ki. Vajon a két nem esetében ugyanúgy fejlődnek ezek a rendszerek, illetve ugyanolyan mértékben hasznosítják ezeket a reprezentációkat a gondolkodás során? Ezzel a kérdéssel kapcsolatban rengeteg vizsgálatot folytattak le a kutatók, ám nem sikerült konzisztens nemi különbségeket kimutatni a fent felsorolt különálló rendszerek fejlődését, vagy működését tekintve.
Egészséges csecsemők, gyermekek és felnőttek ugyanúgy képesek kis és pontos, valamint nagy és közelítő mennyiségek reprezentációjára, nemtől függetlenül (Spelke, 2005). Azt is megvizsgálták, hogy ezek a rendszerek mindkét nemnél ugyanúgy működnek-e együtt, hiszen ez a kritérium elengedhetetlen a megfelelő matematikai gondolkodáshoz. Az ezzel kapcsolatban megállapított fejlődési állomások tekintetében szintén nem találtak eltérést a nemek között, vagyis a gyerekek 4-5 éves korukban hasonló módon kötik össze a számneveket a hozzájuk tartozó nem szimbolikus mennyiségi reprezentációkkal, 3-7 évesen elsajátítják a téri nyelv helyes használatát, 6-10 évesen megfelelően kezelik a számsor fogalmát (Gelman, 1991).

## Különbségek a kognitív stratégiákban, eltérő profilok
Az életkor növekedésével, mikor a gyerekeknek már egyre komplexebb matematikai feladatokat kell megoldaniuk, feltűnik néhány nemi különbség a matematikai gondolkodásban. Ezek a különbségek többnyire az általános iskola után jelentkeznek, ilyenkor már nagyon nehéz elkülöníteni a biológiai és szociális faktorokat, melyek befolyásolhatják a gondolkodásbeli eltéréseket (Spelke, 2005, Penner és Paret, 2008). Ennek ellenére általánosságban a férfiaknak inkább a téri, a nőknek pedig inkább a verbális feladatok mennek jobban. Így a verbális fluencia tesztben, az aritmetikai számításokban és a tárgyak téri lokalizációjára való emlékezésben a lányok érnek el jobb eredményt, a verbális analógiák és a matematikai szöveges feladatok terén, valamint a környezet geometriai elrendezésére irányuló emlékezetben pedig a fiúk körözik le a lányokat (Spelke, 2005).
Általában olyan feladatok esetén találhatunk különbözőséget, amelyek tipikusan többféleképpen megoldhatóak, ugyanis a férfiak és nők különböző megoldási stratégiákat preferálnak. Ilyenek például a navigációs feladatok, melyek megoldásakor a férfiak jellemzően általánosabb téri irányokra, geometriai információkra, a nők pedig inkább specifikusabb tereptárgyakra támaszkodnak a tájékozódás során. Mikor csak az egyik típusú információ a hozzáférhető, olyankor a két nem teljesítménye nem különbözik számottevően (Spelke, 2005). Különbözően járnak el a vizuális összehasonlítási feladatok esetében is.
Ha két eltérő orientációjú tárgyról kell eldönteni, hogy azonosak -e, a férfiak inkább alkalmazzák a mentális forgatás stratégiát (egy tárgyat kezelnek, fejben elforgatják, majd a másikkal azt összehasonlítják), a nők viszont inkább a tárgyak tulajdonságait figyelik meg (két tárgyat kezelnek egyszerre). A matematikai szöveges feladatok esetén, ha egy probléma megoldható verbális számítással és téri képzelet segítségével is, a férfiak inkább az utóbbit, a nők pedig inkább az előbbi stratégiát alkalmazzák. Ha a feladat csak az egyik fajta stratégia használatát kívánja meg, az egyik nem tagjai rosszabb teljesítményt mutatnak, mint akik a hozzájuk közelebb álló módon oldhatják meg a feladatot. Ilyen és ehhez hasonló feladatok sorozatából áll az amerikai SAT-M (Scholastic Assessment Test) nevű matematikai készségeket vizsgáló eszköz, mely rendre a fiúk előnyét hozza ki. Ennek valószínűleg az lehet az oka, hogy több olyan feladat van benne, melyek megoldásához olyan stratégiát kell alkalmazni, melyben a fiúk erősebbek, s kevesebb olyan feladat került bele, amelyben a lányok teljesítenének jobban. Ez az eszköz tehát önmagában nem alkalmas eldönteni a kérdést, hogy vajon a férfiak, vagy a nők rendelkeznek-e jobb adottságokkal a matematikai gondolkodás terén.

## Mai álláspont
Komplex feladatok esetén, amelyek többféle módon megoldhatóak, a férfiak és nők eltérő kognitív profilt mutatnak (nem pedig eltérő teljesítményt), ám az alapvető matematikai készségek terén teljesítményükben nem találtak különbséget. Az eltérések csak az iskolás kor után jelentkeznek, könnyen lehet, hogy a különböző társadalmi elvárások következtében. Ezek alapján tehát nincs okunk feltételezni, hogy a tudomány világában azért vannak jelen sokkal nagyobb számban férfiak, mert matematikai gondolkodással kapcsolatos készségeik jobbak, mint amelyekkel a nők rendelkeznek. Sok egyéb faktor játszhat közre ebben a jelenségben, mint például a különböző társadalmi szerepek, tradíciók, preferenciák, motivációk, vagy akár olyan személyiségjellemzők, mint a sikerrel kapcsolatos elvárások (Spelke, 2005), vagy a temperamentum (Davis, Carr, 2002).